# Langue (anatomie animale)
Pour les articles homonymes, voir Langue (homonymie).
 (mai 2012).
Si vous disposez d'ouvrages ou d'articles de référence ou si vous connaissez des sites web de qualité traitant du thème abordé ici, merci de compléter l'article en donnant les références utiles à sa vérifiabilité et en les liant à la section « Notes et références ».

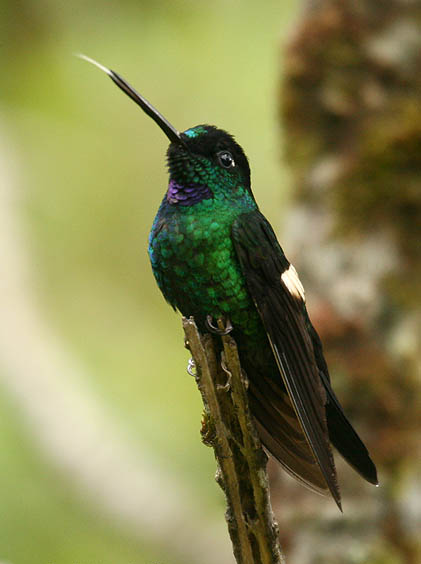
La langue du colibri Coeligena lutetiae nectarivore lui permet de capter le nectar et de polliniser des fleurs à longue corolle.

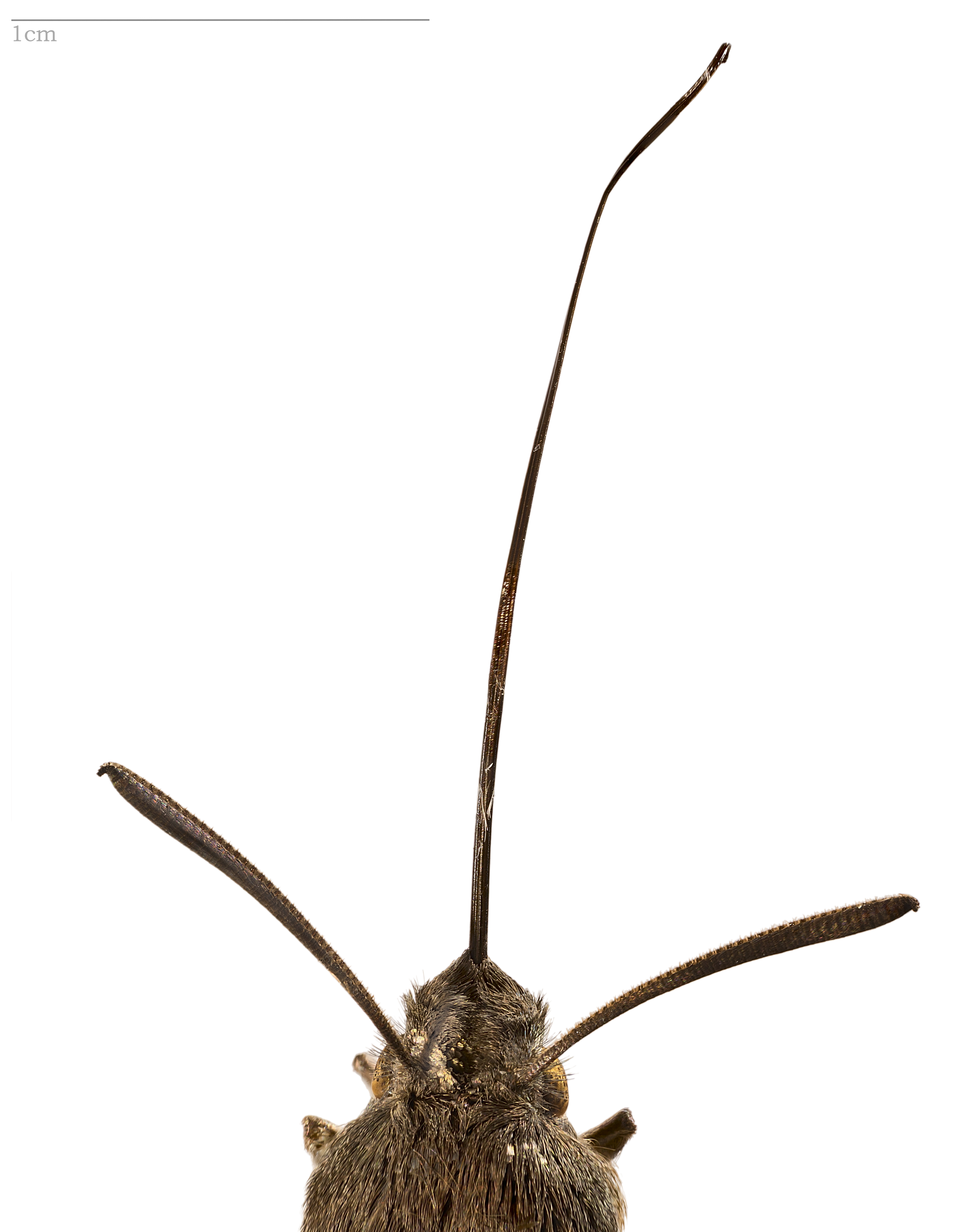
Macroglossum littéralement : Longue langue.

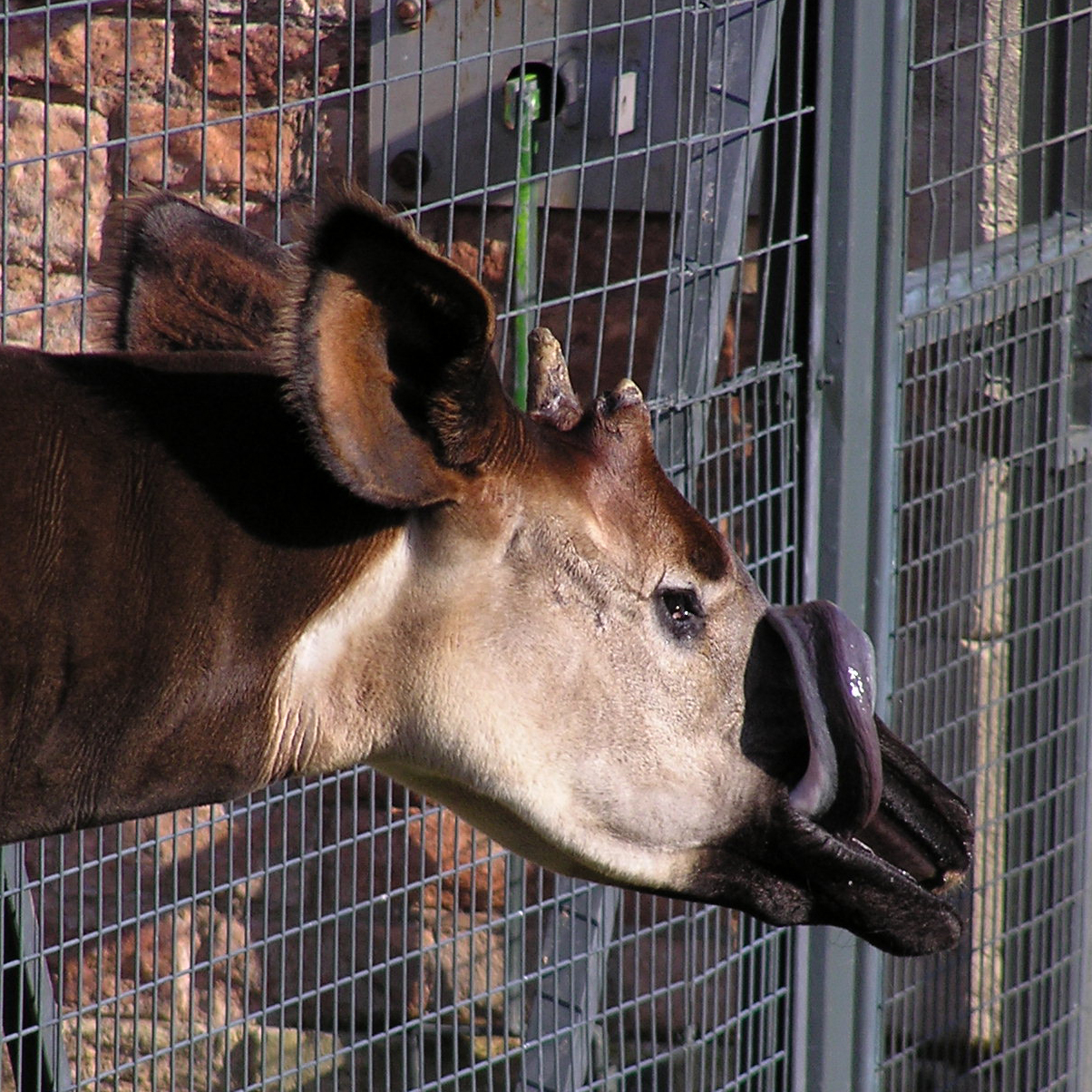
Langue de l'okapi.

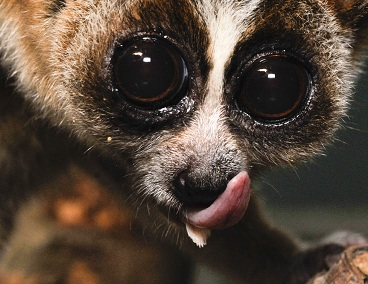
Le Loris paresseux (Nycticebus coucang) dispose d'une langue et d'une structure « sublinguale » visible sur cette photo.

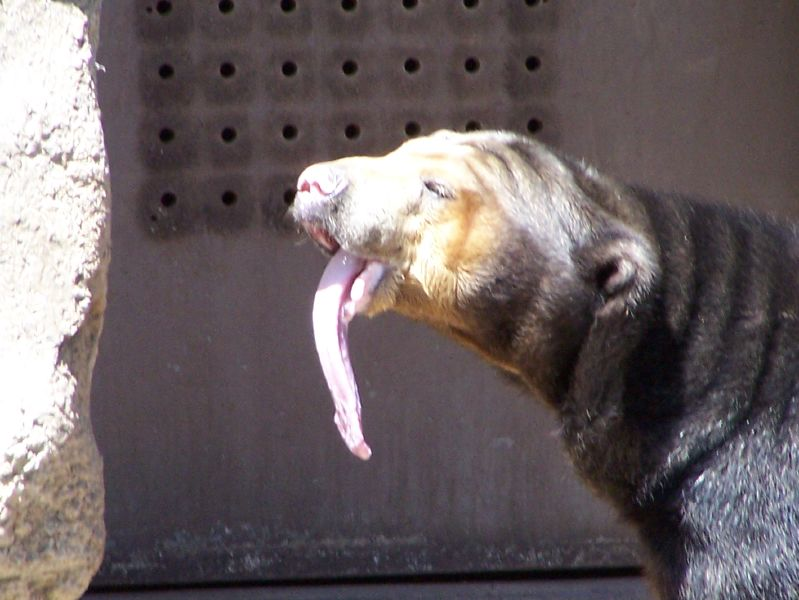
Langue de l'ours Helarctos malayanus.

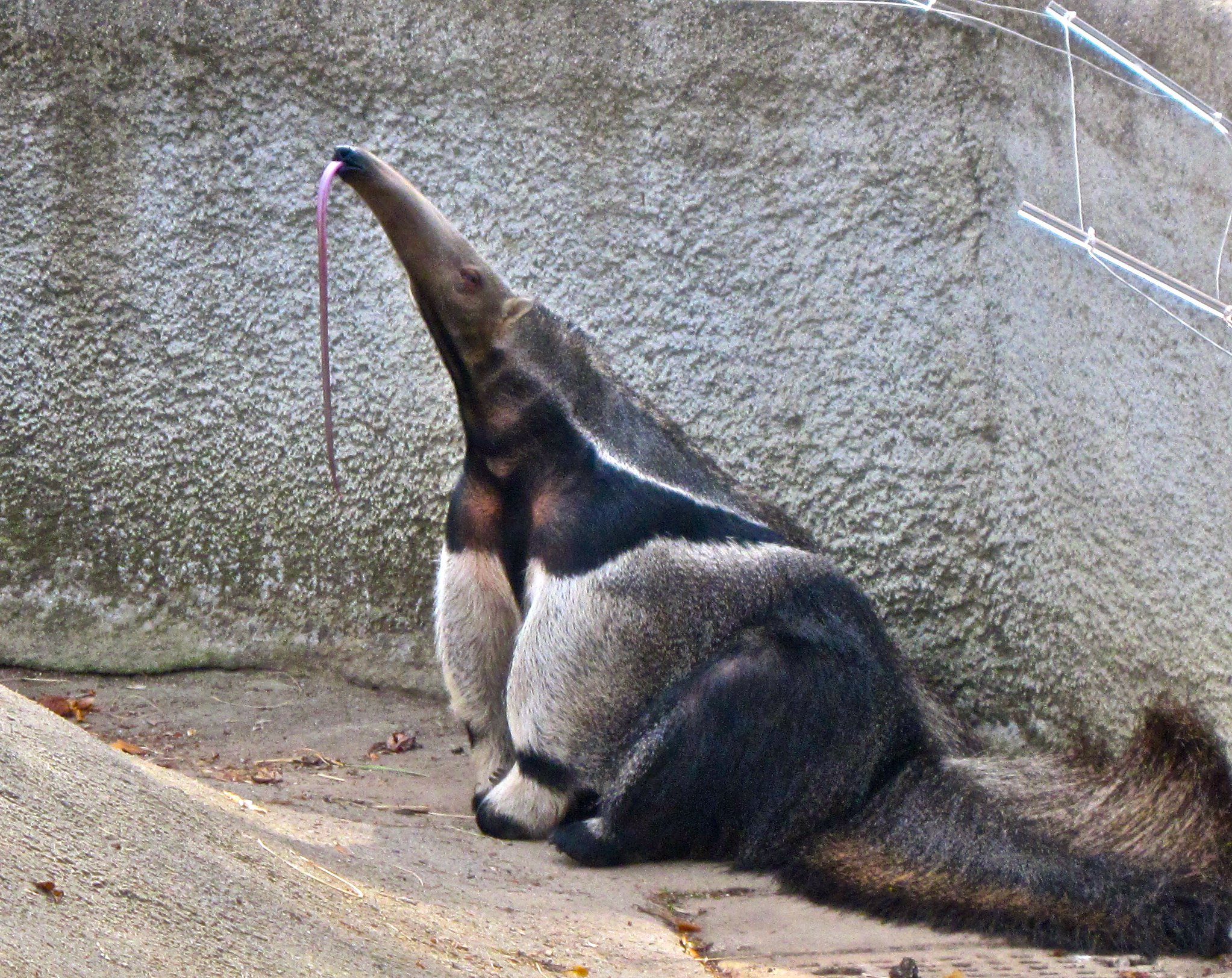
La langue longue et fine du Myrmecophaga tridactyla lui permet de capturer des fourmis dans leurs fourmilières.

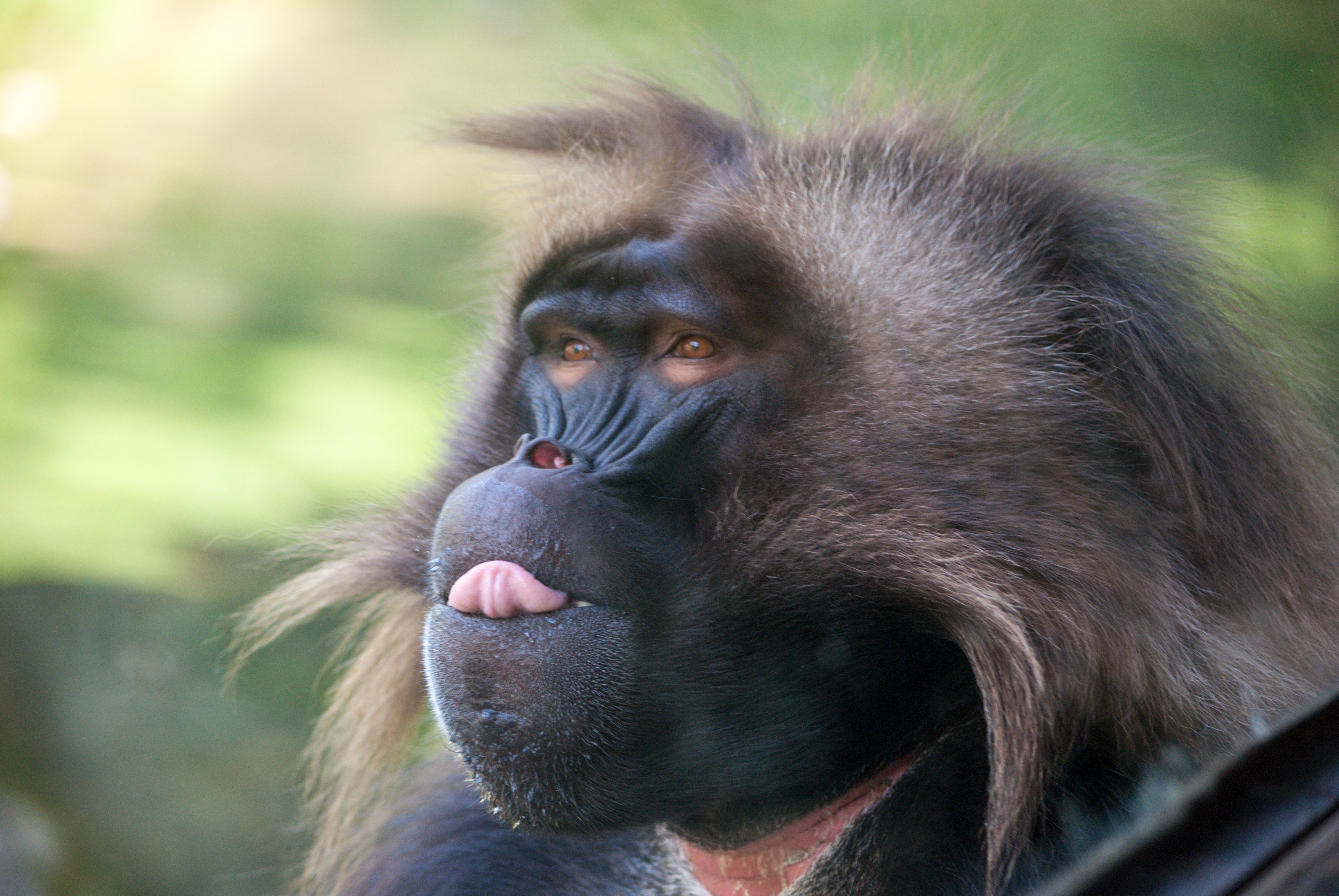
La langue contribue aux mimiques des primates (ici un gélada, ou « singe lion », Theropithecus gelada).

La langue est un organe plus ou moins mobile présent chez de nombreux animaux (vertébrés, certains invertébrés).
Elle est située dans la cavité buccale, ancrée sur le plancher buccal et s'appuyant sur le palais (dur ou mou selon les espèces).
Certains animaux ont une langue très râpeuse qui les aide à capter leur nourriture, et quelques espèces ont une longue langue qui peut s'enrouler.

## Fonctions
Cet organe joue plusieurs rôles, dont : 
- acquisition et tri de la nourriture (à distance parfois comme chez le caméléon qui peut vivement projeter une langue longue et collante pour capturer des insectes en vol[1], ou chez le tamanoir qui peut capturer des fourmis dans la fourmilière grâce à une langue très allongée).
- mastication et déglutition et parfois filtration (chez le flamant rose par exemple)
- phonation / vocalises, claquement sonores, etc. Il existe un débat sur le rôle éventuel de la langue dans l'apparition du langage parlé chez l'Humain[2].
- goût ou chémioperception, grâce aux papilles et « bourgeons gustatifs » ou à d'autres terminaisons nerveuses qui tapissent une partie de la langue.
- le nettoyage corporel (léchage) et les contacts avec les petits
- la régulation thermique ; dans les régions chaudes, certains animaux (félins, canidés) halètent langue pendante, l'évaporation de la salive contribuant à les rafraichir l'air inhalé, et le sang qui circule dans la langue.
- préhension ; sans être un organe très préhensile, le caractère sensible, mobile et collant de la langue permet à de nombreuses espèces de l'utiliser pour attraper, déplacer, trier des éléments comestibles ou non. Ses nombreux récepteurs lui confèrent des propriétés fines de mécanoception, nociception, thermoception (au chaud et au froid), chémoception (les composantes de la gustation).
- Communication : outre aux vocalise et au langage chez l'Homme, la langue contribue beaucoup chez certaines espèces aux mimiques faciales.

## Description
La taille, la forme, la couleur et la structure de la langue varient considérablement selon l'animal, mais de manière générale, il s'agit d'un organe musculeux, très vascularisé, riche en terminaisons nerveuses et très mobile (protrusion, rétraction, dépression élévation). Chez les mammifères la langue est souvent humide et maintenue humide par les glandes salivaires. Chez d'autres espèces elle peut être sèche et kératinisée (oiseaux). Les carnivores ont souvent une langue assez longue et aplatie à son extrémité (ce qui leur permet de lapper l'eau ou d'autres liquides pour boire), alors qu'elle est souvent plus tubulaire et massive chez les herbivore et omnivores.
Chez les reptiles la langue bifide joue un rôle d'exploration chimique de l'espace, un peu comparable à celui de l'olfaction. Elle est capable de détecter.

## Anatomie
Chez les vertébrés, la langue est ancrée par sa racine sur le squelette (au niveau de l'os hyoïde chez les singes et l'Homme). Chez les mammifères son squelette est ostéo-fibreux.

### Muscles
La langue est généralement constituée d'un assemblage complexe de muscles (17 chez l'Homme), avec des muscles extrinsèques (prenant naissance hors de la langue et agissant principalement sur sa position de la langue) et intrinsèques (principalement responsables de la forme prise par de la langue). La structure biomécanique de la langue, qui est un milieu hydrostatique, sans os ni cartilages peut évoquer celle des tentacules des céphalopodes, et fait l'objet d'études.

### Vascularisation
Chez la plupart des vertébrés, la langue est fortement vascularisée par une artère dite artère linguale qui se subdivise dans la langue ; cette artère est elle-même issue de la carotide externe chez les mammifère. Le sang repart vers le cœur par une veine dite linguale, ou ranine.
Chez les animaux dits « supérieurs », dans le fond de la bouche la langue ouvre sur le système pharyngo-larhyngé, via un système de sphyncters ou une épiglotte. Elle est alors associée à des ganglions, des glandes et parfois des amygdales linguales.

## Pathologies
Ces pathologies sont rarement observées dans la nature, mais de nombreuses maladies peuvent affecter la langue des animaux d'élevages 
- blessures infectées
- mycoses
- aphtes
- glossite (inflammation de la langue)
- tumeurs ou kyste
- parasitose, avec un cas particulier qui est Cerathotoa italica, un parasite qui mange la langue de certains poissons et s'ancre dans la bouche du poissons hôte[4].
- Maladie de la langue bleue